# Royalton (Minnesota)
Royalton város az USA Minnesota államában, Benton és Morrison megyében. Lakosainak száma 1281 fő (2020. április 1.).

## Népesség
A település népességének változása:

| 2010 | 3     |
| 2020 | 1 281 |